# Mortal Kombat 3
Mortal Kombat 3 är det tredje spelet i serien Mortal Kombat. Spelet debuterade som arkadspel 1995, och har senare släppts i nyversioner som Ultimate Mortal Kombat 3 och Mortal Kombat Trilogy.
Spelet släpptes ungefär som långfilmen Mortal Kombat (1995) hade biopremiär.

### Fotnoter
1. ↑  Jonas Mäki (23 oktober 2006). ”Ladda ned Mortal Kombat 3”. Gamereactor. http://mtest.gamereactor.se/nyheter/8796/Ladda+ned+Mortal+Kombat+3/. Läst 14 juni 2017.
2. ↑  Joseph Baxter (18 augusti 2015). ”Mortal Kombat 20 years later” (på engelska). Blastr. Arkiverad från originalet den 13 november 2016. https://web.archive.org/web/20161113161748/http://www.blastr.com/2015-8-18/mortal-kombat-20-years-later-only-video-game-movie-actually-worked. Läst 14 juni 2017.